# Bidon (Einheit)
Bidon war ein Volumenmaß für Flüssigkeiten, genauer: für Wein. Das Maß galt nur bei der Französischen Flotte und der Name war von dem Holzgefäß, ähnlich einem mit Reifen beschlagenen Eimer, abgeleitet, in dem die Seeleute ihre Rationen an Wein erhielten.
- 1 Bidon = 5 Pinten (paris. 1 Pinte  (einfach) = 46,05 Pariser Kubikzoll) = 230,25 Pariser Kubikzoll ≈ 4,57 Liter